# Судо Сіґеміцу
Сіґеміцу Судо (яп. 須藤 茂光, нар. 2 квітня 1956, Хоккайдо) — японський футболіст, що грав на позиції захисника.
Виступав за клуб «Хітачі», а також національну збірну Японії.

## Клубна кар'єра
У дорослому футболі дебютував 1979 року виступами за команду клубу «Хітачі», кольори якої і захищав протягом усієї своєї кар'єри гравця, що тривала дев'ять років. 

## Виступи за збірну
1979 року дебютував в офіційних матчах у складі національної збірної Японії. Протягом кар'єри у національній команді, яка тривала усього 3 роки, провів у формі головної команди країни 13 матчів.

## Статистика виступів

### Статистика клубних виступів
| Сезон   | Команда  | Чемпіонат | Чемпіонат | Чемпіонат |
| Сезон   | Команда  | Ліга      | Ігор      | Голів     |
| ------- | -------- | --------- | --------- | --------- |
| 1979    | «Хітачі» | ЯФЛ       | 18        | 0         |
| 1980    | «Хітачі» | ЯФЛ       | 16        | 0         |
| 1981    | «Хітачі» | ЯФЛ       | 14        | 0         |
| 1982    | «Хітачі» | ЯФЛ       | 11        | 0         |
| 1983    | «Хітачі» | ЯФЛ       | 15        | 0         |
| 1984    | «Хітачі» | ЯФЛ       | 14        | 0         |
| 1985-86 | «Хітачі» | ЯФЛ       | 22        | 0         |
| 1986-87 | «Хітачі» | ЯФЛ       | 7         | 0         |
|         | Усього   |           | 117       | 0         |

### Статистика ігор за збірну
| Японія | Японія | Японія |
| Рік    | Ігри   | Голи   |
| ------ | ------ | ------ |
| 1979   | 1      | 0      |
| 1980   | 8      | 0      |
| 1981   | 4      | 0      |
| Усього | 13     | 0      |